# Малито
Малито (итал. Malito) је насеље у Италији у округу Козенца, региону Калабрија.
Према процени из 2011. у насељу је живело 543 становника. Насеље се налази на надморској висини од 729 м.

## Становништво
Према резултатима пописа становништва 2011. у општини је живело 812 становника.
| 1951. | 1961. | 1971. | 1981. | 1991. | 2001. | 2011. |
| ----- | ----- | ----- | ----- | ----- | ----- | ----- |
| 2.059 | 1.502 | 1.030 | 884   | 936   | 896   | 812   |